# 玻利瓦尔共和国

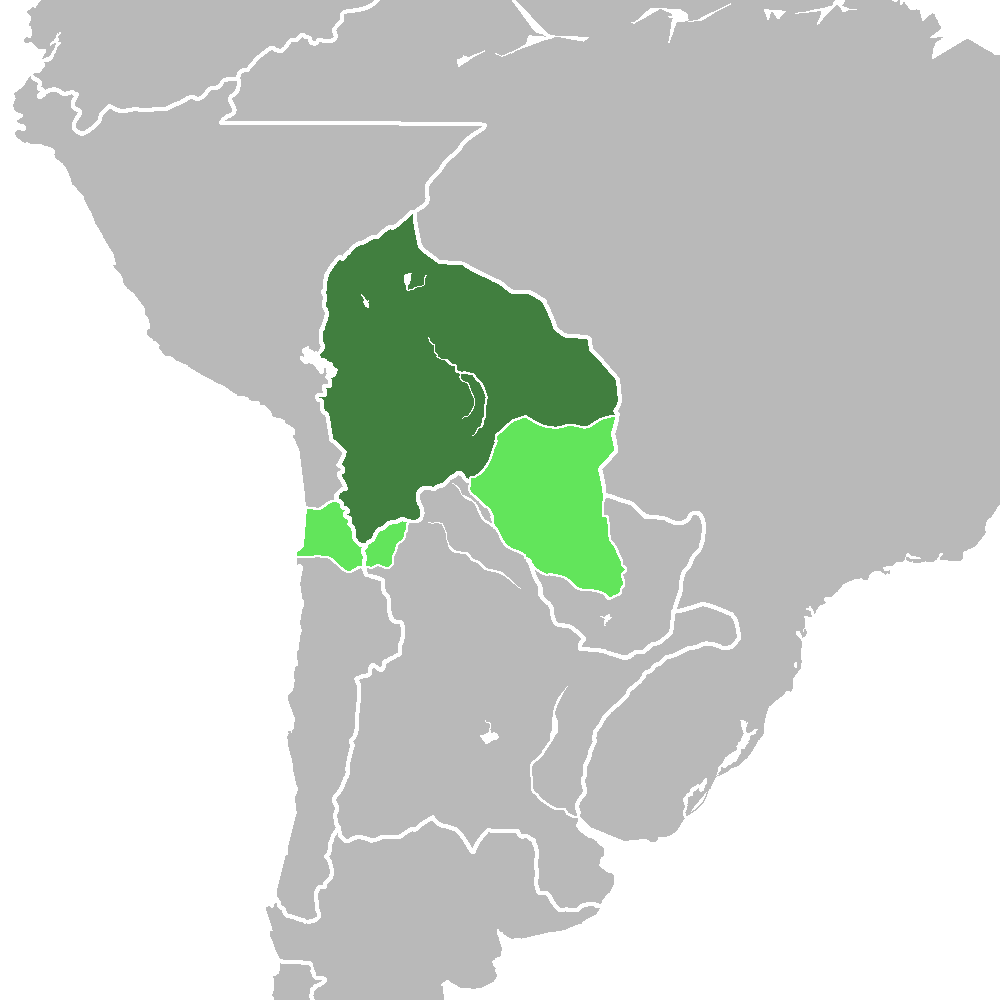
玻利瓦尔共和国地图（深绿色区域为实控领土，浅绿色区域为争议领土）

玻利瓦尔共和国国旗

玻利瓦尔共和国国徽

玻利瓦尔共和国（西班牙語：República de Bolívar或República Bolívar）是玻利维亚在1825年8月11日—10月3日使用的国名，上承“上秘鲁国”，下启“玻利维亚共和国”。采用这个名称是为表彰委内瑞拉将领、“解放者”西蒙·玻利瓦尔的功绩，同时建国纪念日定在8月6日，也是为取悦玻利瓦尔，使他承认这个新国家的合法性，但关于新国家是否应当存在的问题仍有争议。